# Байгузинская волость
Байгузинская волость — территориальная волость в Бирском уезде Уфимской губернии. Существовала в 1866—1922 годах. Волостной центр — деревня Байгузино (Байгузина).

## География
Протекает сплавная река Буй, служащая границей Бирского уезда с Осинским уездом Пермской губернии; имеются незначительные горы и болота.

## История
Образована в 1866 году на части территории башкирской кровнородственной Уранской волости. В 1896 году волость входила в IV стан и включала 39 деревень, 2 выселка, починок, а также 27 мельниц (в том числе Шмелькова) и хутор Дубовова. Деревня Чинганкуль, выселки Акылбай и Ошья-Тау, починок Актау и 2 мельницы находились на территории Осинского уезда Пермской губернии и позже были туда включены. Деревня Амзибаш была также передана в состав Калегинской волости.

## Состав
По данным справочника 1906 года в волости 38 селений.
В 1912 году волость состояла из одиннадцати сельских обществ:
- Айбулякское (Айбуляк, Гудьбурова, Султиева),
- Бадряшское (Бадряш, Кичикирова, Кисак-Каинова, Кызылъярова, Старый Артаул, Тартарова, Янбарисова),
- Байгузинское (Байгузина, Уракаева),
- Иванаевское (Енаулова, Иванаева, Иткинеева, Костина, Янгизнаратова),
- Истяковское (Ахтиялова, Исметева, Истякова, Куюкова, Юссукова),
- Кармановское (Карманова, Урдякова),
- Кумовское (Кумова),
- Можгинское (Конигова, Можга, Нократова, Шудикова),
- Ново-Кудашевское (Ново-Кудашева),
- Старо-Кудашевское (Кумалакова, Старо-Кудашева),
- Старо-Орьенбашевское (Ведресова, Новая Орья, Ново-Орьенбашева, Старая Орья, Старо-Орьенбашева)[3].

В 1914 году возник пристанционный посёлок Янаул (позже включивший деревни Янаул и Иванаево и ставший районным центром), примерно тогда же — посёлок станции Карманово.

В 1922 году волость вошла в состав Бирского кантона, по состоянию на 1926 год почти все её населённые пункты находились в составе Янауловской укрупнённой волости, сейчас — в составе Янаульского района.

## Население
По данным справочника 1906 года жителей обоего пола 22328.
В 1920 году по данным подворного подсчёта волость насчитывала 26134 жителя, из которых 13522 (51,7 %) башкира, 8226 (31,5 %) тептярей, 2031 мариец, 1121 удмурт, 790 русских и 444 человека других национальностей. Было также 29 человек пришлого населения (работники, жильцы).

## Инфраструктура
Население занималось исключительно земледелием (сведения 1906 года).